# Stade de Salpinte
Le stade de Salpinte est un stade multisports situé dans le quartier de la Roseraie, à Angers, en France. Doté de 600 places, il est actuellement l'enceinte de l'équipe réserve de l'Angers SCO.

## Histoire
Ce stade était la propriété du club omnisports L'intrépide d'Angers jusqu'en 2017 à cause de coût trop élevés. Il a donc été cédé à la ville d'Angers et le club est parti au complexe du Frémur où un bâtiment et un second terrain a été construit afin de les accueillir.
En 2019, la ville d'Angers met gratuitement ce stade à disposition du SCO d'Angers. En échange, le club devra faire des travaux sur ce stade vieillissant. Depuis, ce terrain est utilisé pour les matchs de l'équipe réserve du SCO d'Angers ainsi que pour les équipes U19 et U17.